# Chiesa di San Giovanni dell'Ospedale
La chiesa di San Giovanni dell'Ospedale è il più antico edificio di culto cattolico di Valencia, situato nell'attuale quartiere di Seu Xerea. Fondata nel 1238 dagli Ospitalieri di San Giovanni di Gerusalemme, la sua costruzione fu concessa ai cavalieri da Giacomo I d'Aragona in segno di riconoscenza per l'aiuto offertogli nella Reconquista di Valencia. Nei pressi della chiesa furono realizzati anche un ospedale, un cimitero e la residenza dei cavalieri. Dal 1967 la chiesa è gestita dall'Opus Dei.